# Selbsthilfe (Recht)
Selbsthilfe ist die Durchsetzung oder Sicherung des (vermeintlichen) Rechts „auf eigene Faust“.
Die (reine) Selbsthilfe ist eine primitive Form der Rechtsdurchsetzung:
- Es gibt keine Instanz, die den wahren Berechtigten von dem irrigen oder angemaßten Berechtigten unterscheidet.
- Ein objektiv Berechtigter hat nicht immer die Macht, sein Recht durchzusetzen.
- Sie führt meist nicht zum Rechtsfrieden.

Für eine Selbsthilfe spricht, wenn es keine übergeordnete Instanz gibt, diese ungerecht, parteiisch oder ineffektiv, insbesondere zu langsam ist oder die zugrunde liegende Rechtsordnung als rechtswidrig erscheint. Der Rechtsstaat versucht daher in der Regel, Forderungen nach Selbsthilfe erst gar nicht aufkommen zu lassen oder sie zumindest als um des Rechtsfriedens willen abzuwenden.

## Frage der Zulässigkeit
Die Zulässigkeit von Selbsthilfe hängt zum einen von der Existenz zentraler Gerichts- und Zwangsinstanzen ab. So ist das völkerrechtliche Selbsthilferecht von Staaten sehr viel weitgehender als das Selbsthilferecht Privater in Rechtsstaaten.
Die Frage des Selbsthilferechts stellt sich auch innerhalb einzelner Rechtsordnungen. Sind diese ungerecht oder werden sie als solche empfunden, so wird ein Selbsthilferecht geltend gemacht, so etwa das Streikrecht als Selbsthilfe von Arbeitern oder – fiktional veranschaulicht – in der Figur des Michael Kohlhaas.
Die private Selbsthilfe kann den Rechtsfrieden gefährden. Um sie zu verhindern, besteht in den modernen Staaten ein Gewaltmonopol des Staates. Das ist aber nur die negative Seite. Positiv muss ein Staat einen funktionierenden, effektiven staatlichen Rechtsschutz gewährleisten (vgl. Justizgewährungsanspruch).
In den modernen Staaten ist deshalb eine Selbsthilfe in der Regel („grundsätzlich“ im juristischen Sinne) verboten. Das in Deutschland grundgesetzlich garantierte Streikrecht ist ein Sonderfall. Nur in seltenen Ausnahmefällen darf eine Person ihre Forderung selbst durchsetzen. Wo sie zugelassen wird, geschieht dies nur unter engen Voraussetzungen, deren Einhaltung staatlich kontrolliert wird.
Im Privatrechtsbereich bedeutet Selbsthilfe private Zwangsvollstreckung. Das Selbsthilferecht ist zugleich ein Rechtfertigungsgrund, führt also zur Rechtmäßigkeit der privaten Rechtsdurchsetzung, sodass weder strafrechtliche noch zivilrechtliche Sanktionen erfolgen. Dies setzt allerdings voraus, dass die Voraussetzungen und die Grenzen des Selbsthilferechts beachtet werden.

## Situation in bestimmten Ländern

### Deutschland
Selbsthilfe ist in Deutschland in der Regel verboten.
Ausnahmsweise erlaubte Selbstvollstreckungsmöglichkeiten (Selbstjustiz) sind im Bürgerlichen Gesetzbuch (BGB) geregelt:
- § 229 BGB – Selbsthilfe

Selbsthilfe nach § 229, § 230 BGB ist ausnahmsweise zulässig, wenn „obrigkeitliche Hilfe“ nicht rechtzeitig zu erlangen ist und ohne sofortiges Eingreifen zumindest die Gefahr einer wesentlichen Erschwerung der Verwirklichung eines eigenen Anspruchs droht. Bestehen andere Sicherungsmittel, ist die Selbsthilfe ausgeschlossen, so z. B. wenn wegen eines Zahlungsanspruchs die Erwirkung eines Arresttitels mit anschließender Sicherungsvollstreckung (§ 916, § 917, § 922 Abs. 1, § 930 Abs. 1 ZPO) möglich wäre. War die Selbsthilfe im Beispielsfall zulässig, wäre die Erwirkung eines dinglichen Arrestes nachzuholen, da sie nur aus Zeitgründen unterblieb (§ 230 Abs. 2 BGB).
Selbsthilfetatbestände im BGB:
- § 562b BGB – Vermieterpfandrecht
- § 592 BGB – Verpächterpfandrecht
- § 704 BGB – Gastwirtpfandrecht
- § 859 und § 860 BGB – Selbsthilfe des Besitzers / des Besitzdieners
- § 910 BGB – Selbsthilfe des Grundstückseigentümers bei Überhang
- § 962 BGB – Verfolgung eines Bienenschwarmes durch den Eigentümer

Selbsthilfe ist hierbei nur im Rahmen der Verhältnismäßigkeit auszuüben, sie darf nicht weiter als zur Abwendung der Gefahr erforderlich gehen (vgl. § 230 BGB: Grenzen der Selbsthilfe). Um die weitgehenden Selbsthilferechte für das Opfer erträglich zu machen, korrespondiert mit ihnen oft eine scharfe Haftung für irrtümliche Ausübung. Wer also versehentlich annimmt, es liege ein Fall der Selbsthilfe vor, haftet abweichend vom sonst herrschenden Verschuldensprinzip verschuldensunabhängig, also „auch wenn der Irrtum nicht auf Fahrlässigkeit beruht“, § 231 BGB (vgl. Gefährdungshaftung).

### Österreich
Die Selbsthilfe ist in § 344 ABGB geregelt:

### Schweiz
In der Schweiz bestehen ähnliche Regelungen. Die Ersatzpflicht bei Selbsthilfe ist im Bundesgesetz vom 30. März 1911 betreffend die Ergänzung des Schweizerischen Zivilgesetzbuches (Fünfter Teil: Obligationenrecht) geregelt:

### Bereich des Common Law
Im Bereich des Common Law (u. a. in England und Wales und den Vereinigten Staaten) gibt es die Doktrin der self-help. Ein Beispiel ist eine Räumung in Selbsthilfe. Dies ist das z. B. in New York State gesetzlich verankerte Recht eines gewerblichen Vermieters, sein Eigentum im Wege der Selbsthilfe wieder friedlich zu betreten, um einen säumigen Mieter oder eine andere Person, die kein Recht auf Besitz hat, zu vertreiben.